# Parascotia magna
Parascotia magna är en fjärilsart som beskrevs av Dioszeghy 1930. Parascotia magna ingår i släktet Parascotia och familjen nattflyn. Inga underarter finns listade i Catalogue of Life.